# Clube Radical (Império)

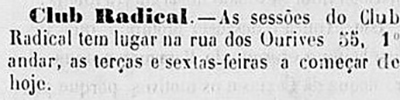
Sessão do Club Radical anunciada pelo Opinião Liberal (1869)

O Clube Radical, também conhecido como Partido Liberal-Radical, foi uma agremiação política fundada no Rio de Janeiro, capital do Império do Brasil, em 1868, cujo objetivo era a discussão e a promoção de reformas radicais nas estruturas político-econômicas do país.

## Contexto
Em 1868, no contexto da Guerra do Paraguai, ocorreu a chamada "inversão partidária", quando o terceiro e último Gabinete Zacarias, após discordâncias com Luís Alves de Lima e Silva, então Marquês de Caxias, líder do Exército brasileiro, foi substituído por um gabinete conservador chefiado por Joaquim José Rodrigues Torres, Visconde de Itaboraí, mesmo possuindo ampla maioria parlamentar.

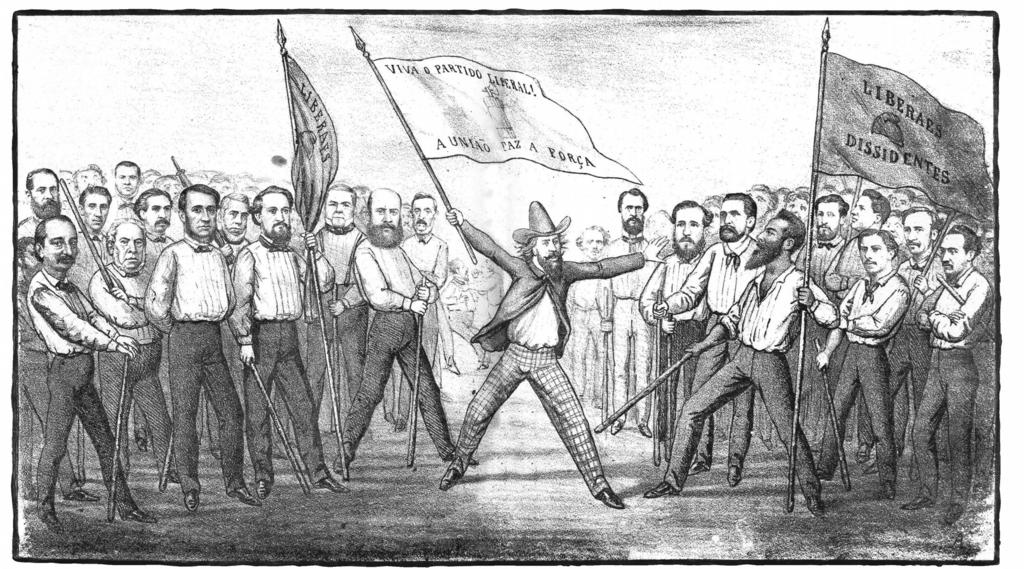
Charge ilustrando as divisões dentro do Partido Liberal no final da década de 1860.

O fato acarretou a extinção da Liga Progressista, partido do governo deposto, e uma crise no Partido Liberal, sua base de apoio no parlamento. Com isso, os liberais se dividiram em dois grupos, os “históricos” e os “radicais”. Os primeiros fundaram o "Centro Liberal", agremiação que refundaria o Partido Liberal no ano seguinte, enquanto os segundos fundaram o "Clube Radical", dissidência do antigo partido.

## Fundação
Sob o patrocínio do senador José Inácio Silveira da Mota (GO), o Clube Radical foi fundado por três advogados liberais: Henrique Limpo de Abreu, filho de Antônio Paulino Limpo de Abreu, Visconde de Abaeté, Francisco Rangel Pestana e José Luís Monteiro de Sousa. Os três fundadores compartilhavam da formação jurídica das elites políticas da época, mas se distinguiam por suas carreiras como profissionais liberais de classe média, sem ligações com o funcionalismo público. Além disso, se distinguiam também por sua juventude (cerca de 30 anos), fazendo parte de uma nova geração de políticos do Império, da qual faziam parte nomes como o do jurista Ruy Barbosa, por exemplo. Ambas as características seriam compartilhadas pela maior parte dos radicais, até a extinção do grupo em 1870.
Seguindo o exemplo do Rio de Janeiro, várias províncias do país fundaram seus próprios clubes.

## Propostas

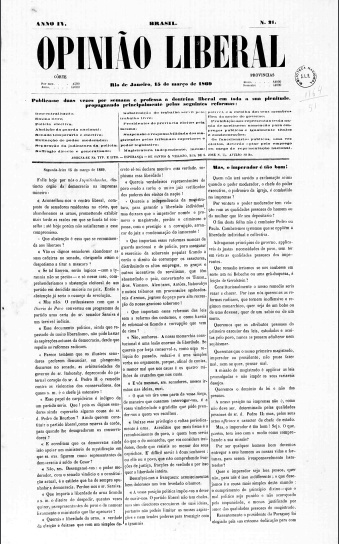
Original do Opinião Liberal (1869)

Segundo o manifesto do grupo:
Expliquemos praticamente ao povo a liberdade pela descentralização, e despertemos bem vivo na consciência do homem o sentimento de sua independência. Arranquemos da tutela governamental o indivíduo, o município e a província. Emancipemos o individuo, garantindo-lhe a liberdade de culto, de associação, de voto, de ensino e de indústria; o município, reconhecendo-lhe o direito de eleger a sua polícia, de prover as sua necessidades peculiares, de fazer aplicação de suas rendas e de criá-las nos limites de sua autonomia. A província, libertando-a da ação esterilizadora e tardia do centro, respeitando-lhe a vida própria, garantindo-lhe o pleno gozo de todas as franquias, com a eleição de seus presidentes, de sorte que elas administrem-se por si, sem outras restrições além das estritamente reclamadas pela união e interesse geral.
O grupo adotou o periódico Opinião Liberal como seu porta-voz e lançou uma série de conferências públicas na capital, em São Paulo e em Recife, conhecidas como “Conferências Radicais”, cujo objetivo era debater as reformas de que o país necessitava. O Clube Radical adotava as propostas clássicas do antigo Partido Liberal, como o fim do Poder Moderador, do Conselho de Estado, do Senado vitalício e da centralização administrativa. Porém, também advogava por reformas mais profundas no Império, como o sufrágio universal, a liberdade religiosa e de ensino e a abolição imediata da escravidão.

## Encerramento
O Clube Radical durou apenas dois anos, convertido, em 1870, em “Clube Republicano”, graças a influências da época, como a reorganização dos liberais, o desfecho do conflito contra o Paraguai e a fundação da Terceira República Francesa. O novo clube foi seguido por seus pares provinciais, dando início ao movimento republicano no Brasil e avançando contra o sistema monárquico - porém, retrocedendo em questões como a abolição da escravidão.